# Camión militar

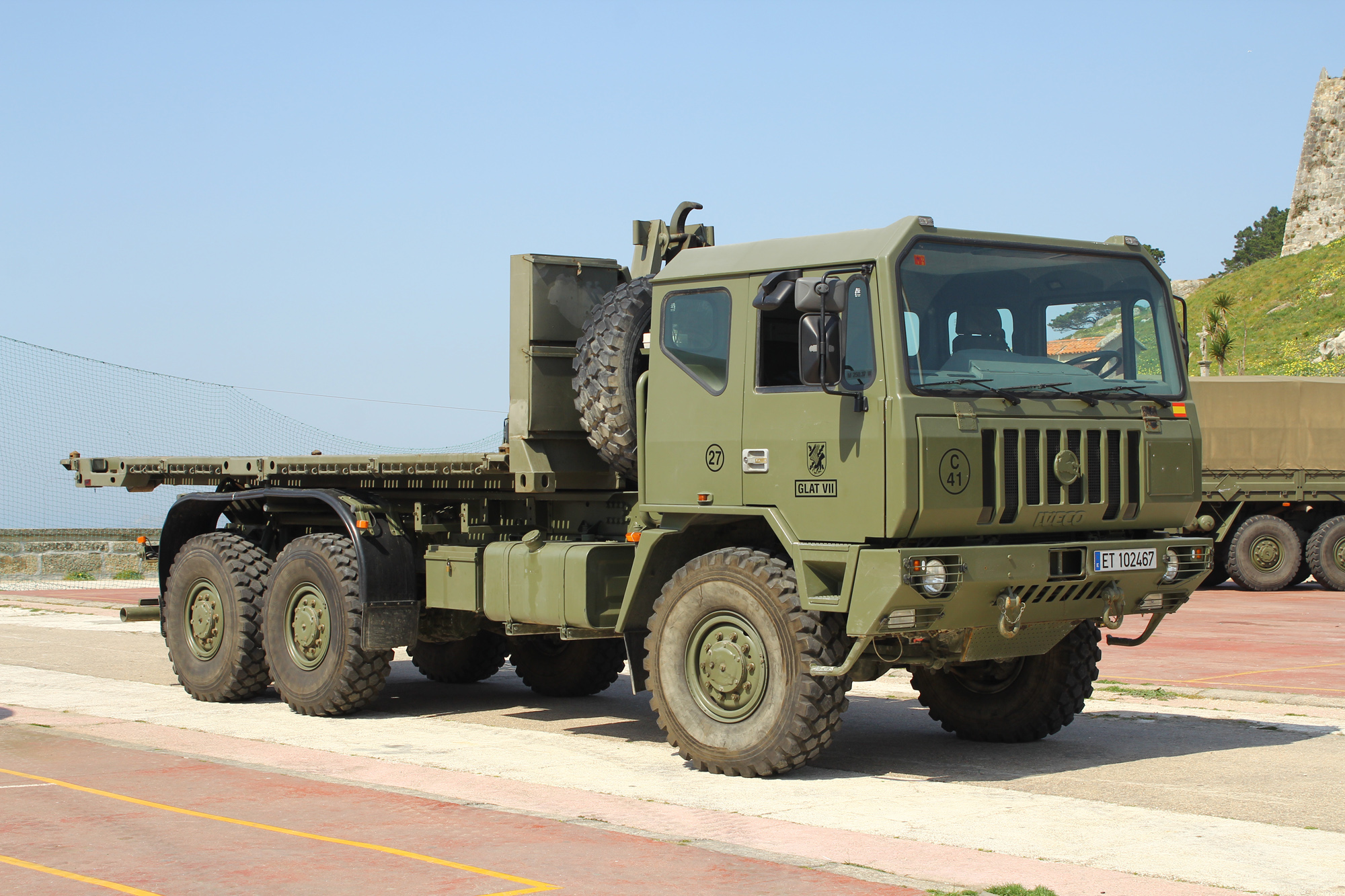
Camión militar Iveco del Ejército de Tierra de España.

Un camión militar es un vehículo a motor que ha sido diseñado para el transporte de tropas, combustible y suministros militares, hacia el campo de batalla, por carreteras asfaltadas y caminos de tierra sin asfaltar. Varios países han fabricado sus propios modelos de camiones militares, cada uno de ellos tiene unas características técnicas propias. Estos vehículos son adecuados para satisfacer las necesidades de los diferentes ejércitos sobre el terreno. En general, estos camiones están formados por un chasis, un motor, una transmisión, una cabina, un espacio para la colocación de la carga y el equipo, ejes de transmisión, suspensiones, dirección, llantas, neumáticos, sistema eléctrico, neumático, e hidráulico, un sistema de refrigeración del motor y frenos. Estos vehículos, pueden funcionar con un motor de gasolina, o con un motor de gasoleo (motor diésel), hay vehículos con tracción en las cuatro ruedas (4x4), seis ruedas (6x6), ocho ruedas (8x8), diez ruedas (10x10), e incluso doce ruedas (12x12).